# Thioketal

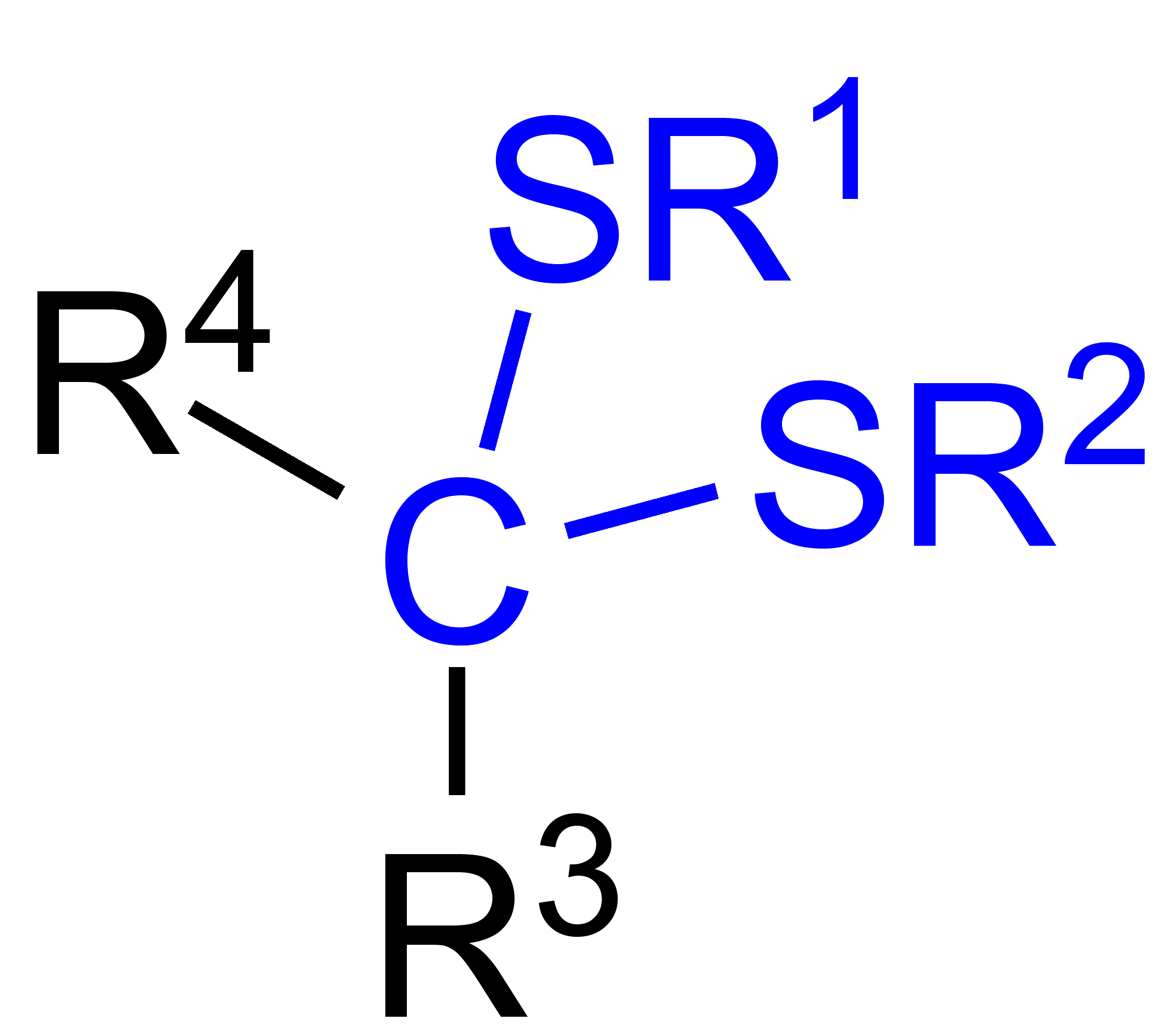
Structuurformule van een thioketal.

Een thioketal is in de organische chemie een functionele groep of stofklasse, die verwant is met een gewone ketal, maar waarbij de zuurstofatomen zijn vervangen door zwavelatomen. Ze kunnen worden gevormd door ketonen en aldehyden te laten reageren met thiolen.